# Annœullin
Annœullin est une commune française située dans le département du Nord, en région Hauts-de-France. Annœullin a fait partie de la communauté de communes de la Haute Deûle, en Flandre française, qui a choisi de rejoindre la Métropole européenne de Lille en 2020.

## Géographie

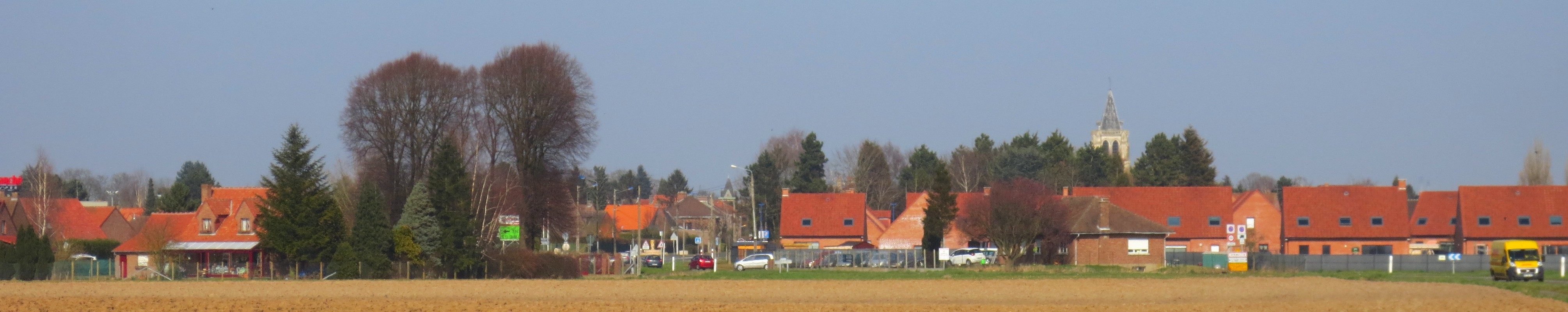
Annoeullin

### Localisation
Annœullin se situe dans le Carembault en Flandre romane  à 15 km de Lille, 5,7 km de Carvin et 7,4 km de Seclin.
| Sainghin-en-Weppes | Don       | Allennes-les-Marais |
|                    | Annœullin | Allennes-les-Marais |
| Bauvin Provin      | Carvin    | Carnin              |

### Hydrographie

#### Réseau hydrographique
La commune est située dans le bassin Artois-Picardie. Elle est drainée par le canal de la Deûle, la rigole d'Annoeulin, la rigole du Roi, le fossé du Plat d'Allennes, la france et divers autres petits cours d'eau,.
Le canal de la Deûle est un canal, chenal navigable, d'une longueur de 59 km, prend sa source dans la commune de Douai et se jette  dans la Lys à Deûlémont, après avoir traversé 40 communes. Les caractéristiques hydrologiques du canal de la Deûle sont données par la station hydrologique située sur la commune. Le débit moyen mensuel est de 7 m3/s. Le débit moyen journalier maximum est de 29,631 mai 201 638 m3/s, atteint le 27 juin 2015.

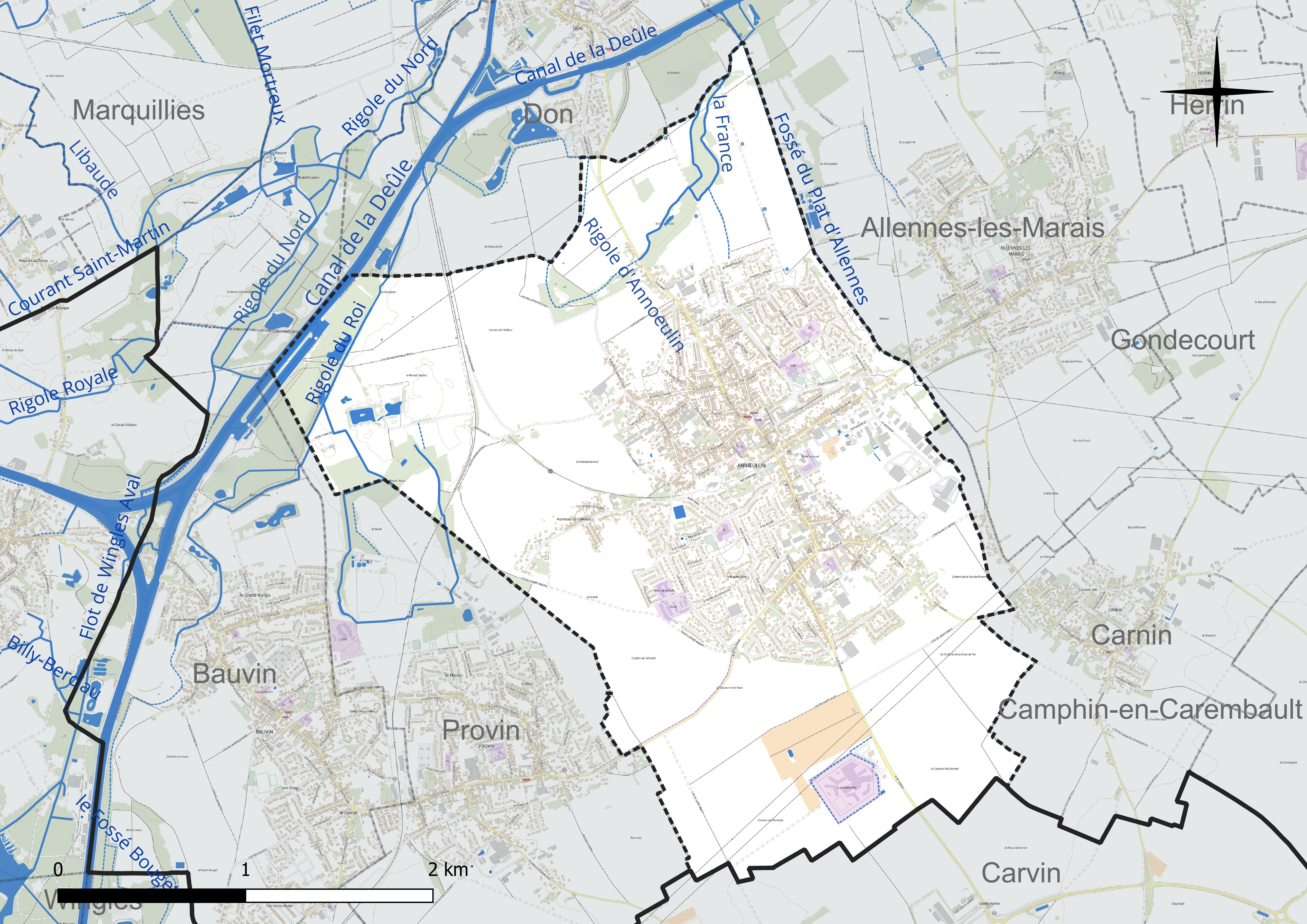
Réseau hydrographique d'Annœullin.

#### Gestion et qualité des eaux
Le territoire communal est couvert par le schéma d'aménagement et de gestion des eaux (SAGE) « Marque Deûle ». Ce document de planification concerne un territoire de 1 120 km2 de superficie, délimité par les bassins versants de la Marque et de la Deûle, formant une vaste cuvette sédimentaire de 40 km de long et de 25 km de large, où la pente est très faible. Le périmètre a été arrêté le 2 décembre 2005 et le SAGE proprement dit a été approuvé le 9 mars 2020. La structure porteuse de l'élaboration et de la mise en œuvre est la Métropole européenne de Lille.
La qualité des cours d'eau peut être consultée sur un site dédié géré par les agences de l'eau et l'Agence française pour la biodiversité.

### Climat
Pour des articles plus généraux, voir Climat des Hauts-de-France et Climat du Nord.
En 2010, le climat de la commune est de type climat océanique dégradé des plaines du Centre et du Nord, selon une étude du CNRS s'appuyant sur une série de données couvrant la période 1971-2000. En 2020, Météo-France publie une typologie des climats de la France métropolitaine dans laquelle la commune est exposée à un climat océanique et est dans la région climatique Nord-est du bassin Parisien, caractérisée par un ensoleillement médiocre, une pluviométrie moyenne régulièrement répartie au cours de l'année et un hiver froid (3 °C).
Pour la période 1971-2000, la température annuelle moyenne est de 10,6 °C, avec une amplitude thermique annuelle de 14,3 °C. Le cumul annuel moyen de précipitations est de 697 mm, avec 11,9 jours de précipitations en janvier et 8,7 jours en juillet. Pour la période 1991-2020, la température moyenne annuelle observée sur la station météorologique la plus proche, située sur la commune de Lesquin à 14 km à vol d'oiseau, est de 11,3 °C et le cumul annuel moyen de précipitations est de 740,0 mm,. Pour l'avenir, les paramètres climatiques de la commune estimés pour 2050 selon différents scénarios d'émission de gaz à effet de serre sont consultables sur un site dédié publié par Météo-France en novembre 2022.

## Urbanisme

### Typologie
Au 1er janvier 2024, Annœullin est catégorisée centre urbain intermédiaire, selon la nouvelle grille communale de densité à sept niveaux définie par l'Insee en 2022.
Elle appartient à l'unité urbaine d'Annœullin, une agglomération intra-départementale regroupant deux  communes, dont elle est ville-centre,,. Par ailleurs la commune fait partie de l'aire d'attraction de Lille (partie française), dont elle est une commune de la couronne,. Cette aire, qui regroupe 201 communes, est catégorisée dans les aires de 700 000 habitants ou plus (hors Paris),.

### Occupation des sols
L'occupation des sols de la commune, telle qu'elle ressort de la base de données européenne d'occupation biophysique des sols Corine Land Cover (CLC), est marquée par l'importance des territoires agricoles (67,1 % en 2018), en diminution par rapport à 1990 (71 %). La répartition détaillée en 2018 est la suivante : 
terres arables (64,3 %), zones urbanisées (30,3 %), forêts (2 %), zones agricoles hétérogènes (1,6 %), prairies (1,2 %), eaux continentales (0,5 %). L'évolution de l'occupation des sols de la commune et de ses infrastructures peut être observée sur les différentes représentations cartographiques du territoire : la carte de Cassini (XVIIIe siècle), la carte d'état-major (1820-1866) et les cartes ou photos aériennes de l'IGN pour la période actuelle (1950 à aujourd'hui).

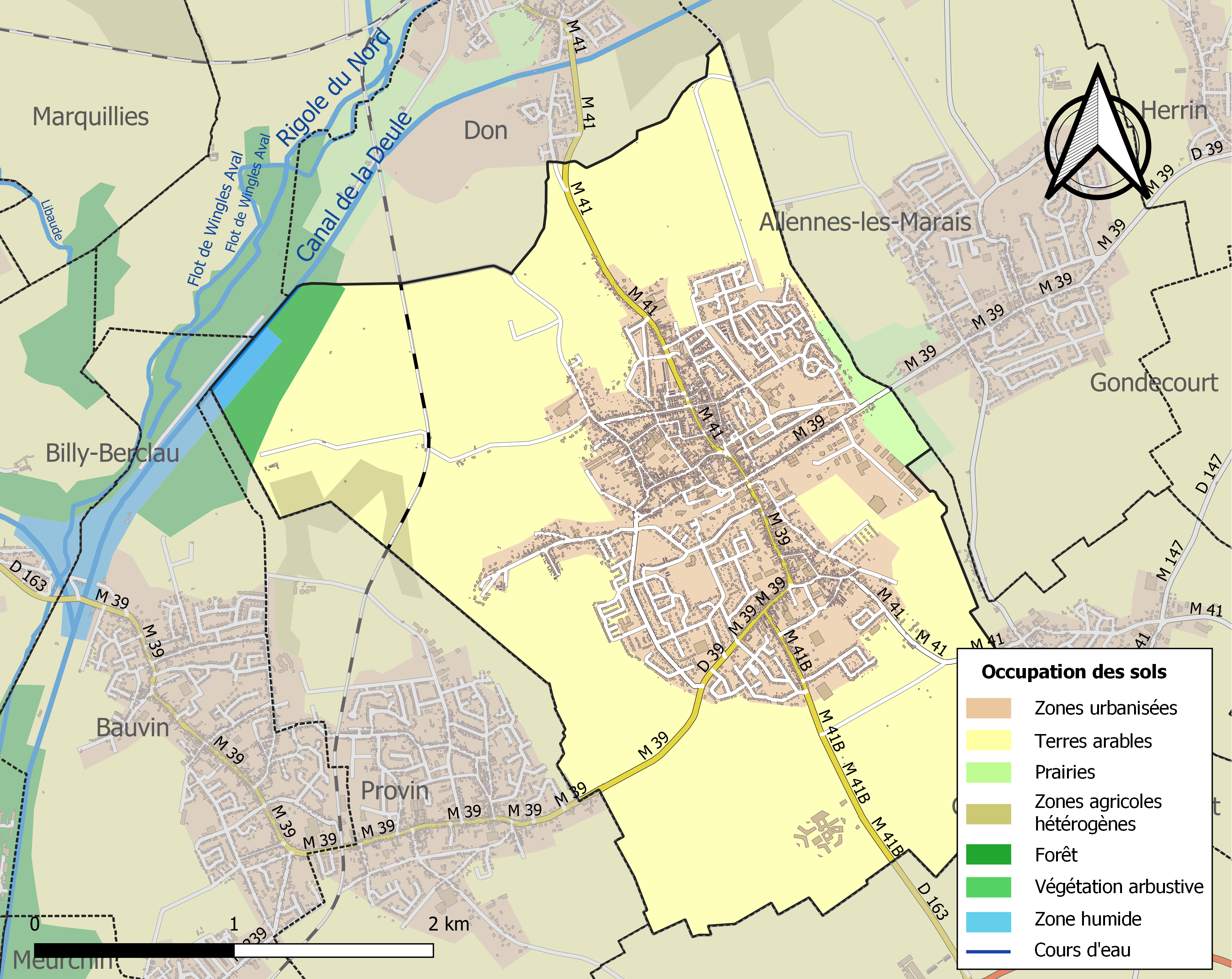
Carte des infrastructures et de l'occupation des sols de la commune en 2018 (CLC).

### Voies de communication et transports

#### Voies ferroviaires
Annœullin est traversée par la ligne de Lens à Don - Sainghin. La commune disposait d'une halte sur cette ligne qui n'est plus en service. La ligne de Templeuve à Don-Sainghin, désaffectée, traversait également la commune qui disposait d'une gare sur cette ligne.

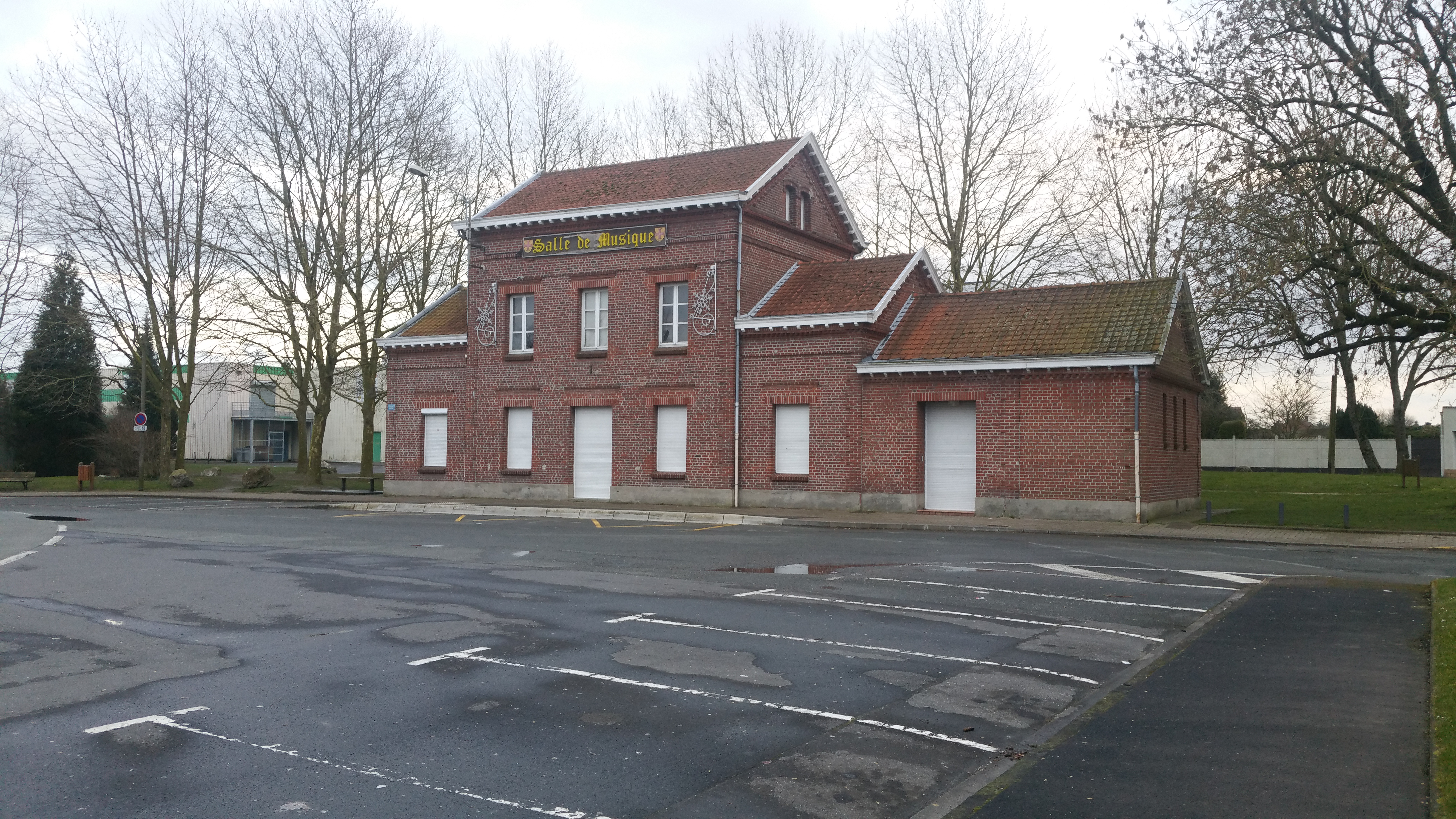
L'ancienne gare reconvertie en salle de musique.
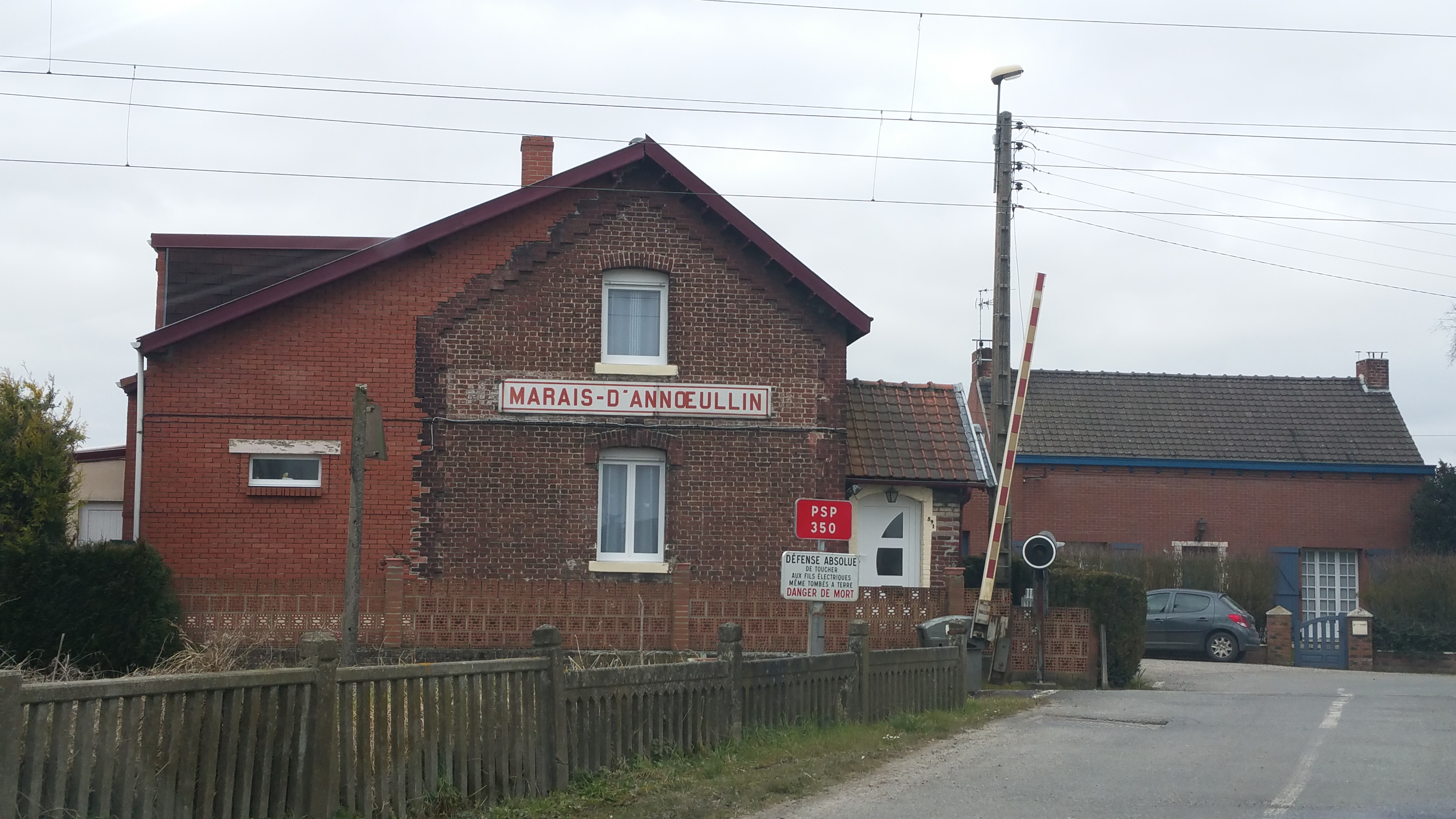
L'ancienne halte du Marais.

#### Transports en commun
La commune est desservie, en 2023, par la ligne sur réservation 21R du réseau Ilévia et par les lignes 858 et 880 du réseau interurbain Arc-en-Ciel 2.

## Toponymie
Noms anciens. Ennelin, titre de l'abbaye de St-Aubert, 1159, Hist. de Cambray, Preuves, 86. Anulin, titre de Gossuin, évêque de Tournai, pour l'abbaye de St-Martin, 1210, Mir. III, 378.
Dans les vieux documents mentionnant la commune d'Annœullin, on pouvait lire les noms de : Anolinum, Ennelin, Aneulyin, Anulin, Annelin. Mais le dictionnaire de 1733 donne l'orthographe actuelle d'Annœullin.
Ennelin en flamand.

## Histoire
L'avouerie d'Annœullin était dévolue au châtelain de Lille.
Grand marais dépendant de S -Vaast, d'Arras, qui, à ce titre, percevait annuellement, de chaque ménage, une poule et un demi-gros.

### Origines, légendes et premières traces d'habitat
Des fouilles préventives ont permis de trouver des traces d'habitations datant du néolithique et du gallo-romain. Elles mettent fin à une croyance qui voulait que le territoire d'Annœullin soit occupé par un seul grand marais au bord duquel des habitations primaires étaient présentes. Le marais présentait deux avantages :
- un avantage nourricier : présence de gibier, de cultures primaires ;
- un avantage de protection : lieu difficile d'accès.

La découverte des traces d'habitations gallo-romaines peuvent aussi confirmer l'hypothèse de l'origine du nom d'Annœullin car Anolinus, officier romain, aurait pu siéger dans cette commune.
Mais Annœullin aurait pu avoir une autre origine comme la déformation du bas germain all man révélant la trace de peuplades saxonnes que Charlemagne aurait déportées dans la zone après leur capture (vers l'an 800).

### Premières mentions d'Annœullin
Il faut attendre le XIIe siècle pour trouver mentions écrites du terroir. La première d'entre elles remonte à 1165 où l'évêque de Tournai concède, à l'abbaye Saint-Martin de Tournai, l'église d'Annœullin avec ses dépendances au nombre desquelles l'église d'Allennes (Annœullin fit partie de l'évêché de Tournai sous l'Ancien Régime).
Puis, en 1169, un cartulaire du pape Alexandre III confirme la possession d'Annœullin dans les biens de l'abbaye Saint-Vaast d'Arras. On voit déjà apparaître le clivage entre ce qui sera la Flandre et l'Artois.
Ensuite, Annœullin apparaîtra régulièrement dans les comptes de l'évêché (1177, 1184, 1210, 1219, 1242, 1278). À noter que Mons-en-Pévèle et Don sont fréquemment associés à ces actes. La charte de Roger IV, châtelain de Lille en 1220, va entre autres répartir les droits et responsabilités civiles et pénales entre le châtelain de Lille et l'abbaye d'Arras pour Annœullin, Bauvin et Mons-en-Pévèle.

### Première Guerre mondiale
Albert Ball, as de l'aviation britannique de la Première Guerre mondiale, trouve la mort à Annœullin le 7 mai 1917.

### Situation administrative

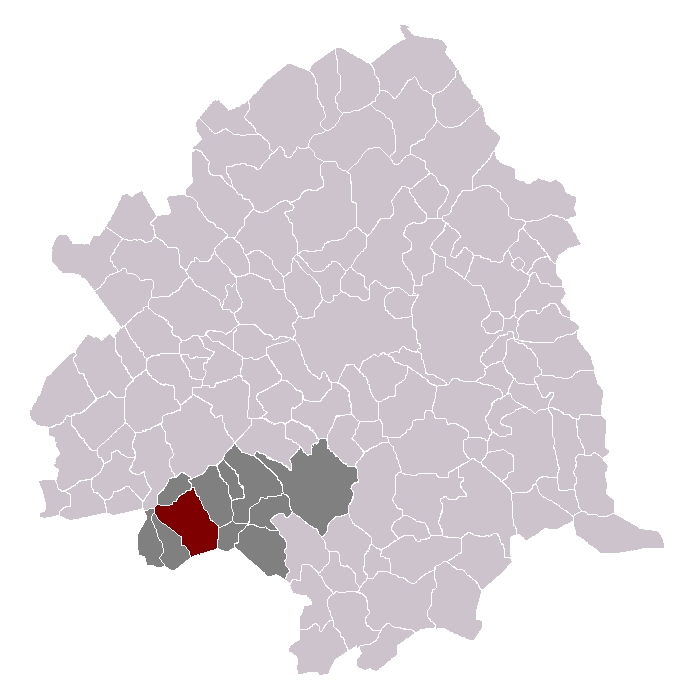
Annœulin dans son canton et son arrondissement.

## Politique et administration

### Liste des maires
| Période   | Période   | Identité                 | Étiquette          | Qualité |
| --------- | --------- | ------------------------ | ------------------ | --- |
| 1790      | 1795      | Eugène Ledoux            |                    | |
| 1795      | 1801      | Charles Defrance         |                    | |
| 1801      | 1803      | Augustin Lejeune         |                    | |
| 1803      | 1809      | Antoine Watterlot        |                    | |
| 1809      | 1816      | Pierre Cuvelier          |                    | |
| 1816      | 1821      | André Watterlot          |                    | |
| 1821      | 1835      | Pierre Cuvelier          |                    | |
| 1835      | 1846      | Florentin Laden          |                    | |
| 1846      | 1848      | Charles Delannoy         |                    | |
| 1848      | 1855      | Valérien Couvreur        |                    | |
| 1855      | 1865      | Charles Mauroy           |                    | |
| 1865      | 1876      | Charles Delannoy         |                    | |
| 1876      | 1887      | Auguste Parsy            |                    | |
| 1887      | 1890      | Achille Leleu            |                    | |
| 1890      | mai 1896  | Antoine Mauroy           | Rad.               | Brasseur |
| mai 1896  | mai 1908  | Oscar Coupey (1864-1929) | Catholique libéral | Minotier |
| mai 1908  | mai 1912  | Auguste Courmont         |                    | |
| mai 1912  | mai 1934  | Auguste Parsy            | SFIO               | Ouvrier mineur, adjoint au maire (1909 → 1912) Député de la 6e circonscription de Lille (1928 → 1932) Conseiller général de Seclin (1913 → 1919 et 1920 → 1931) Conseiller d'arrondissement (1910 → 1913) Décédé en fonction |
| 1934      | 1944      | Henri Dal (1900-1983)    | SFIO               | Commerçant Conseiller d'arrondissement (1937 → 1940) |
| 1945      | 1947      | Antoine Parsy            | SFIO               | |
| 1947      | 1949      | Aline Lohez              | SFIO               | Ancienne institutrice et directrice d'école |
| 1949      | mai 1953  | Marie-Louise Lheureux    | MRP                | |
| mai 1953  | mars 1959 | Aline Lohez              | SFIO               | Ancienne institutrice et directrice d'école |
| mars 1959 | mars 1971 | Henri Bonte (1890-1971)  | SFIO               | Cheminot Réélu en 1965 |
| mars 1971 | juin 1995 | José Poggi (1930-2020)   | PS                 | Médecin généraliste Réélu en 1977, 1983, 1985 et 1989 |
| juin 1995 | mars 2001 | Anne-Marie Brice         |                    | |
| mars 2001 | En cours  | Philippe Parsy (1963- )  | PS                 | Fonctionnaire Réélu en 2008 et 2014 Réélu pour le mandat 2020-2026 |

| Listes conduites                           | Tours                 | Tours                     | Tours                    | Nombre de sièges obtenus | Conseil communautaire | Tendance |
| ------------------------------------------ | --------------------- | ------------------------- | ------------------------ | ------------------------ | --------------------- | -------- |
|                                            | 1er tour              |                           |                          |                          |                       |          |
| Nombres de voix                            | Pourcentages exprimés | Pourcentages des inscrits |                          |                          |                       |          |
| Liste conduite par M. Philippe Parsy (SOC) | 2 163                 | 77,66 %                   | 29,17 %                  | 30                       | 1                     |          |
| Liste conduite par M. Alain Randour (DVC)  | 622                   | 22,33 %                   | 8,38 %                   | 3                        | 0                     |          |
|                                            |                       |                           |                          |                          |                       |          |
|                                            | Nombre des inscrits   | Pourcentages des inscrits | Pourcentages des votants |                          |                       |          |
| Nombre d'inscrits                          | 7 415                 |                           |                          |                          |                       |          |
| Abstentions                                | 4 563                 | 61,54 %                   |                          |                          |                       |          |
| Votants                                    | 2 852                 | 38,46 %                   |                          |                          |                       |          |
| Blancs                                     | 67                    | 0,90 %                    | 2,35 %                   |                          |                       |          |
| Nuls                                       | 0                     | 0,00 %                    | 0,00 %                   |                          |                       |          |
| Exprimés                                   | 2 785                 | 37,56 %                   | 97,65 %                  |                          |                       |          |

### Instances judiciaires et administratives
Depuis 2011, la commune a un centre pénitentiaire de 688 places.

### Jumelages
Leinefelde-Worbis (Allemagne) depuis 2000.

## Population et société

### Démographie

#### Évolution démographique
L'évolution du nombre d'habitants est connue à travers les recensements de la population effectués dans la commune depuis 1793. Pour les communes de plus de 10 000 habitants les recensements ont lieu chaque année à la suite d'une enquête par sondage auprès d'un échantillon d'adresses représentant 8 % de leurs logements, contrairement aux autres communes qui ont un recensement réel tous les cinq ans,.

En 2022, la commune comptait 10 887 habitants, en évolution de +3,78 % par rapport à 2016 (Nord : +0,51 %, France hors Mayotte : +2,11 %).
| 1793  | 1800  | 1806  | 1821  | 1831  | 1836  | 1841  | 1846  | 1851  |
| ----- | ----- | ----- | ----- | ----- | ----- | ----- | ----- | ----- |
| 2 418 | 2 514 | 2 639 | 3 020 | 3 053 | 3 178 | 3 210 | 3 416 | 3 405 |

| 1856  | 1861  | 1866  | 1872  | 1876  | 1881  | 1886  | 1891  | 1896  |
| ----- | ----- | ----- | ----- | ----- | ----- | ----- | ----- | ----- |
| 3 368 | 3 883 | 3 805 | 3 980 | 4 148 | 4 156 | 4 493 | 4 748 | 5 013 |

| 1901  | 1906  | 1911  | 1921  | 1926  | 1931  | 1936  | 1946  | 1954  |
| ----- | ----- | ----- | ----- | ----- | ----- | ----- | ----- | ----- |
| 5 121 | 5 281 | 5 731 | 5 322 | 5 879 | 6 190 | 6 283 | 6 408 | 5 676 |

| 1962  | 1968  | 1975  | 1982  | 1990  | 1999  | 2006  | 2011  | 2016   |
| ----- | ----- | ----- | ----- | ----- | ----- | ----- | ----- | ------ |
| 5 976 | 6 319 | 6 127 | 7 214 | 8 787 | 9 719 | 9 802 | 9 592 | 10 490 |

| 2021   | 2022   | - | - | - | - | - | - | - |
| ------ | ------ | - | - | - | - | - | - | - |
| 10 780 | 10 887 | - | - | - | - | - | - | - |

#### Pyramide des âges
La population de la commune est relativement jeune.
En 2018, le taux de personnes d'un âge inférieur à 30 ans s'élève à 36,5 %, soit en dessous de la moyenne départementale (39,5 %). À l'inverse, le taux de personnes d'âge supérieur à 60 ans est de 22,0 % la même année, alors qu'il est de 22,5 % au niveau départemental.
En 2018, la commune comptait 5 369 hommes pour 5 117 femmes, soit un taux de 51,2 % d'hommes, largement supérieur au taux départemental (48,23 %).
Les pyramides des âges de la commune et du département s'établissent comme suit.
| Hommes | Classe d’âge | Femmes |
| ------ | ------------ | ------ |
| 0,3    | 90 ou +      | 1,1    |
| 4,5    | 75-89 ans    | 7,4    |
| 14,1   | 60-74 ans    | 16,8   |
| 19,4   | 45-59 ans    | 20,6   |
| 23,0   | 30-44 ans    | 19,8   |
| 20,8   | 15-29 ans    | 16,7   |
| 17,9   | 0-14 ans     | 17,6   |

| Hommes | Classe d’âge | Femmes |
| ------ | ------------ | ------ |
| 0,5    | 90 ou +      | 1,4    |
| 5,3    | 75-89 ans    | 8,1    |
| 14,8   | 60-74 ans    | 16,2   |
| 19,1   | 45-59 ans    | 18,4   |
| 19,5   | 30-44 ans    | 18,7   |
| 20,7   | 15-29 ans    | 19,1   |
| 20,2   | 0-14 ans     | 18     |

### Enseignement
Annœullin fait partie de l'académie de Lille et comporte plusieurs écoles publiques. Il y a trois écoles maternelles : l'École Frédéric Chopin, l'École Jacques Prévert et l'École Arthur Rimbaud, ainsi que deux écoles primaires: l'École Jean Carpentier et l'École Arthur Rimbaud. Il y a en plus un Groupe scolaire trois écoles de niveaux différents: l'École Auguste Parsy (Cycle 1), l'École Anne Frank (Cycle 2) et l'École Ch. Baudelaire (Cycle 3). Il y a un collège public, le collège Albert Ball.

Il y a aussi une école privée Sainte-Anne qui enseigne aux niveaux maternelles et primaires et un service de santé scolaire : Protection maternelle et infantile (P.M.I).

### Santé
La ville bénéficie d'une très bonne présence médicale, pharmaceutique, de services et de soins infirmiers avec :

### Cultes
Il y a deux églises catholiques à Annœullin, le Sacré-Cœur et Saint Martin.
(voir chapitre Culture Patrimoine ci-dessous)

## Culture locale et patrimoine

### Lieux et monuments

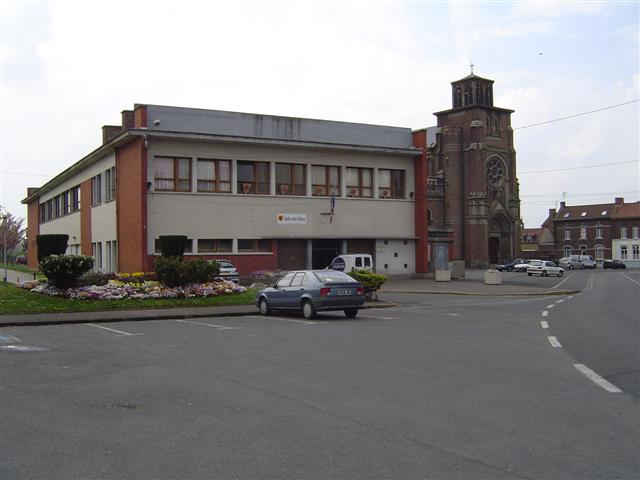
La salle des fêtes en 2006 (avant la réhabilitation de 2007).

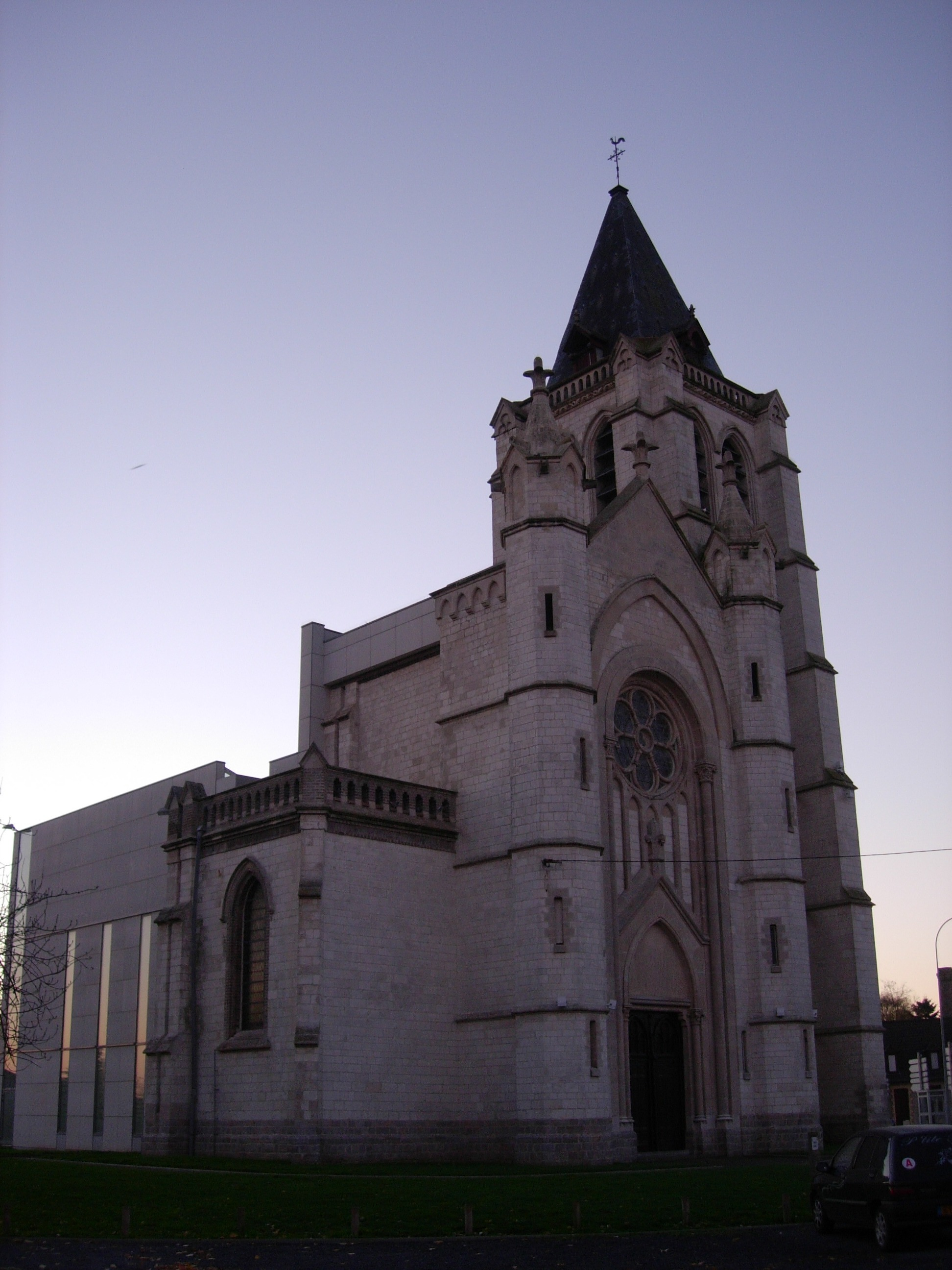
Église Saint-Martin.

Il y a deux églises à Annœullin, le Sacré-Cœur et Saint Martin. L'église du Sacré-Cœur est située dans le quartier du Marais et a été construire au début du XXe siècle. Quant à l'église Saint-Martin, elle a été construite dans le centre-ville, au croisement des routes de Carnin et de Provin, en 1898 par Bondin, architecte à Lille. Elle a remplacé une précédente église qui portait la date de 1574 et qui se situait dans l'axe de la porte du clocher et qui était devenue vétuste à la fin du XIXe siècle. Toutefois, le clocher date du XVIe siècle. L'église de Bondin a brûlé en 1997 mais a été reconstruite en 2002, dans des proportions plus modestes et dans un style très moderne. Le clocher et la façade ont néanmoins subsisté.
On pouvait aussi découvrir la brasserie d'Annœullin où l'on pouvait goûter la bière Angelus. Elle a quitté ses locaux en 2012 pour la Chapelle-d'Armentières.
Annœullin abrite également un cimetière militaire allemand. Il rappelle l'occupation du secteur par l'armée allemande pendant la Première Guerre mondiale. C'est dans ce cimetière qu'a été inhumé l'as de l'aviation britannique Albert Ball.

### Personnalités liées à la commune
- Albert Ball (1896-1917), pilote de chasse britannique et as de l'aviation, abattu près d'Annœullin.
- Léon Deladerrière (1927-2013), footballeur, né à Annœulin.
- Edmond Baraffe, footballeur, né le 19 octobre 1942 à Annœullin.
- Pierre Bonte (1942-2013), ethnologue, né à Annœullin.
- Dominique Alderweireld dit Dodo la Saumure (1949), proxénète en Belgique, né à Annœullin.

### Héraldique
En 673, le roi de France Thierry III, faisant repentir du meurtre de saint Léger, accorde une charte en faveur de l'abbaye Saint-Vaast d'Arras et octroie le terroir d'Annœullin. La dépendance à l'abbaye bénédictine durera jusqu'à la Révolution française. Il n'en reste plus aujourd'hui comme signe que le blason de la commune dont les armes étaient celles de l'évêque Saint-Vaast.
| Armes d'Annœullin (Nord) | Elles peuvent se blasonner ainsi aujourd'hui : D'or à la croix ancrée et alaisée de gueules. |

## Pour approfondir